# Numanggang
Le numanggang, ou manggang, est une langue finisterre du groupe erap, parlée en Papouasie-Nouvelle-Guinée.

## Écriture
| a | e | o | i | u | b | d | g | m | n | ŋ | t | k | p | w | y | l | h | f | s | kw | gw |

Les lettres ‹ q › et ‹ ɋ › ont été remplacées par les digraphes ‹ kw › et ‹ gw › en 2002 après avoir été utilisées depuis les années 1930 ou 1940.